# Acción Libertaria
Acción Libertaria fue el título de muchas publicaciones anarquistas de España y Argentina.

## En España
- En Gijón desde noviembre de 1910 a junio de 1911. Salieron 27 números. Su director era José Machargo. Luego se trasladó a Vigo donde la dirigió Ricardo Mella; editaron allí 6 números. Salió también en Madrid, desde el 23 de mayo de 1913 al 22 de enero de 1914, con 34 números dirigidos por Sierra (titulada provisoriamente como El Libertario). Reapareció en Gijón en enero de 1915, dirigida por Quintanilla. Después de 44 números desapareció el 4 de febrero de 1916, por conflictos ideológicos.

Se publicaron artículos de Mella, Anselmo Lorenzo, Errico Malatesta, Luigi Fabbri, José Ingenieros, Jean Grave, Fermín Salvochea, etc. 
- En Gijón y Oviedo entre 1976 y 1993, con 90 números; de aparición mensual o bimestral. Órgano de la CNT de Asturias-León-Palencia. Desde el número 75 pasó a ser portavoz de la CGT, luego de la escisión. Su director fue Ramón Álvarez; colaboraron Monchu Díaz, Antonio Bermejo, Onofre García Tirador, Pedro Ruiz y otros.

- En Aller y después en León, 6 números a partir del 2004 hasta la actualidad. Órgano de expresión de la Regional Astur Leonesa de la CNT-AIT.

- En Zaragoza entre 1975 y 1979, portavoz de la CNT de Aragón, con colaboraciones de Fernando Gamundi y R. Gamón.

## En Francia
Editadas por los anarquistas españoles en el exilio.
- Marsella, 1944-1945, portavoz del MLE, dirigido por Mateo Rodríguez.
- En París, 1964, como órgano de las Juventudes Libertarias.

## En Argentina
- En septiembre de 1933 editado por el Comité Regional de Relaciones Anarquistas (CRRA), de Rosario. Luego se editó como el órgano de la Federación Anarco Comunista Argentina (FACA) y posteriormente como órgano de la Federación Libertaria Argentina.

Publicó las posiciones de la FACA frente al gobierno peronista, así como las resoluciones y declaraciones de los distintos Congresos y Plenos nacionales. Entre sus colaboradores destacan Jacobo Maguid y Jacobo Prince. 
Dejó de editarse en 1971, y en 1985 fue continuada su línea editorial por El Libertario (Argentina).